# Gert Schaefer (Schauspieler)
Gert Schaefer (* 17. Oktober 1955 in Göttingen; † 20. August 2014 in Hamburg) war ein deutscher Schauspieler.

## Leben
Gert Schaefer war der Sohn des Schauspielerehepaares Gert Karl Schaefer und Eva Brumby. Nach einem ersten Engagement an der Landesbühne Hannover war er bis zum Jahr 1988 unter anderem am Deutschen Theater Göttingen, bei den Festspielen Bad Hersfeld und am Ernst-Deutsch-Theater in Hamburg als festes Ensemblemitglied engagiert. Schaefer hat als Schauspieler vor der Kamera von 1970 bis zum Jahr 2014 in über 40 Film- und Fernsehproduktionen mitgewirkt.
Seit der am 4. September 1998 ausgestrahlten ersten Folge spielte Schaefer die Rolle des Hausmeisters Heinz August Pasulke in der Kinder- und Jugendserie Schloss Einstein. Im Januar 2014 gab Schaefer bekannt, aufgrund gesundheitlicher Probleme vorerst aus der Serie auszusteigen und war daraufhin letztmals am 1. Februar 2014 (Folge 797) zu sehen. Schaefer starb am 20. August 2014 im Alter von 58 Jahren nach schwerer Krankheit.

## Filmografie (Auswahl)
- 1970: Fröhliche Weihnachten
- 1970: Ein Jahr ohne Sonntag
- 1978: Loriot (Fernsehserie, 1 Folge)
- 1978: 1982: Gutenbach
- 1979: Die Hamburger Krankheit
- 1980: … und ab geht die Post! Briefträgergeschichten von gestern und heute
- 1982: Kreisbrandmeister Felix Martin (Fernsehserie, 1 Folge)
- 1985: Ami Go Home oder Der Fragebogen
- 1987: Sturmflut
- 1987–2012: Der Landarzt (Fernsehserie, 4 Folgen, verschiedene Rollen)
- 1988: Ede und das Kind
- 1990: Das Haus am Watt
- 1990: Das Erbe der Guldenburgs (Fernsehserie, 1 Folge)
- 1991: Schwarz Rot Gold (Fernsehserie, 1 Folge)
- 1991–1999: Die Männer vom K3 (Fernsehserie, 3 Folgen, verschiedene Rollen)
- 1994: Achterbahn (Fernsehserie, 1 Folge)
- 1994–1997: Freunde fürs Leben (Fernsehserie, 2 Folgen, verschiedene Rollen)
- 1995: Peter Strohm (Fernsehserie, 1 Folge)
- 1996: Mensch, Pia! (TV-Miniserie)
- 1997: Faust (Fernsehserie, 1 Folge)
- 1998: Das vergessene Leben
- 1998: Für alle Fälle Stefanie (Fernsehserie, 1 Folge)
- 1998: Im Namen des Gesetzes (Fernsehserie, 1 Folge)
- 1998: Der letzte Zeuge (Fernsehserie, 1 Folge)
- 1998: Alarm für Cobra 11 – Die Autobahnpolizei (Fernsehserie, 1 Folge)
- 1998–2014: Schloss Einstein (Fernsehserie, 529 Folgen)
- 1999: Adelheid und ihre Mörder (Fernsehserie, 1 Folge)
- 2000: Jenny Berlin – Tod am Meer
- 2000: Jenny Berlin – Ende der Angst
- 2000–2002: Einsatz in Hamburg (Fernsehserie, 3 Folgen)
- 2001: Polizeiruf 110: Die Frau des Fleischers
- 2003–2010: Unser Charly (Fernsehserie, 2 Folgen, verschiedene Rollen)
- 2003: Mann gesucht, Liebe gefunden
- 2003: Sulla (Kurzfilm)
- 2003: Tatort: Mietsache
- 2004: Die Rettungsflieger (Fernsehserie, 1 Folge)
- 2004: Die Kinder vom Alstertal (Fernsehserie, 1 Folge)
- 2008: Leo und Marie – Eine Weihnachtsliebe
- 2010: Küss Dich Reich
- 2011: Fischer fischt Frau
- 2011: Großstadtrevier (Fernsehserie, 1 Folge)
- 2012: SOKO Wismar (Fernsehserie, 1 Folge)
- 2013: Tatort: Borowski und der brennende Mann
- 2013: Helmut Schmidt – Lebensfragen